# Авијацијска припрема
Авијацијска припрема је назив за дејства авијације приликом припреме напада копнене војске или морнарице. Изводи се ради неутралисања авијације противника, уништења трупа, борбених средстава, прекида веза и деморалисања противника.
Термин авијацијске припреме потиче из совјетског ваздухопловства у Другом свјетском рату и означава први период авијацијског напада. Дијели се на претходну и непосредну.
Претходна обухвата дјеловање авијације до почетка артиљеријске припреме. Непосредна означава дејства авијације током артиљеријске припреме или пред кретање у напад јединица копнене војске. Трајала је 30-40 минута на одсјеку фронта предвиђеном за пробој.
Термин се губи из војне литературе СССР увођењем ракетног и нуклеарног оружја.